# 波斯的道恩·胡安
波斯的道恩·胡安（波斯語：‎；1560年—1604年）是16世紀末至17世紀初波斯和西班牙的人物，又被稱為費薩爾·納扎里。他是波斯人，後來西行至西班牙定居，成為了羅馬天主教徒，他寫了一些有關波斯的記述。他加入了波斯沙阿阿拔斯一世派遣的出使歐洲使團。

### 引用
1. ↑  Bleiberg 1993，第1274頁